# Johann Christian Jürgensen
Johann (Hans) Christian Jürgensen (* 7. April 1744 in Schleswig; † 8. November 1823 ebenda) war ein deutsch-dänischer Weißbäcker, Instrumentenbauer und Chronist.

## Leben und Wirken
Johann Christian Jürgensen war der jüngste von vier Söhnen von Johann Anton Jürgensen (* 1710; † 1760), der in Schleswig als Weißbäcker arbeitete. Die Mutter Martha (* 21. Februar 1717 in Schwabstedt; † 6. Juni 1782 in Schleswig) war eine Tochter des Schwabstedter Müllers Jürgen Carstens. Sie hatte zunächst den Schleswiger Branntweinbrenner Ratje Streve geheiratet, der 1742 starb. Zu seinen Vettern gehörte Asmus Jacob Carstens.
Jürgensen arbeitete bereits als Kind in der väterlichen Backstube und erhielt eine Schulbildung an einer Schleswiger Stadtschule, vermutlich der in Friedrichsberg. Neben dem Schulbesuch bekam er angeblich Klavierunterricht. Danach lernte er zunächst bei seinem Vater und nach dessen Ableben bei einem weiteren Bäckermeister in Schleswig. 1762 bestand er die Gesellenprüfung. Anschließend half er seiner Mutter, die Bäckerei des verstorbenen Vaters weiterzuführen.

## Wirken als Instrumentenbauer
Wie sein Vater arbeitete Jürgensen neben der Arbeit als Bäcker kunsthandwerklich, so als Kunsttischler. Hinzu kam eine zunehmende Beschäftigung mit der Musik. Daher schuf er ein Klavier nach eigenen Ideen, bei dem es sich wahrscheinlich um ein Klavichord handelte. Aufgrund der Güte des Instruments bekam er Aufträge für mehrere weitere Klaviere. 1769 stellte er daher die Tätigkeit als Bäcker ein. Danach eröffnete er eine eigene Werkstatt für Instrumentenbau. Geholfen haben dürfte ihm dabei, dass er die reiche Witwe eines Schleswiger Domkantors heiratete.
Jürgensen baute nun auf Anfrage Klavichorde und Fortepianos. Sein Zeitgenosse und Sachverständiger Carl Friedrich Cramer erwähnte sehr lobend den gelungenen Klang der Instrumente und deren hochwertige Verarbeitung. Er sagte, dass Jürgensen zu den besten Instrumentenbauern Deutschlands gehöre. 1800 fertigte Jürgensen ein Klavichord für Königin Luise von Preußen, was einen Nachweis seiner Qualitäten als Handwerker gesehen werden kann. Auch Johann Abraham Peter Schulz hatte wahrscheinlich ein Instrument aus dessen Werkstatt.
Jürgensen erfand ein „Clavecin Royal“ und den „Bellesonorereal“. Diese Klaviere hatten Registerzüge und Fußhebel, mit denen die Klangfarbe und Tonstärke vielfach geändert werden konnten. Mit diesen Instrumenten hatte er keinen Erfolg. Neben Klavieren schuf er auch Querflöten und Harfen. Dabei experimentierte er und berichtete in mehreren Artikeln über seine Tätigkeiten und Erfindungen. Dazu gehörten eine nicht verstimmbare Besaitung von Klavieren, eine Apparatur zum Umstimmen von Harfen, die über eine Tastenreihe verfügte oder die einfachere Produktion von Querflöten und Tonmessgeräten. Er erarbeitete sich derartiges Ansehen, dass er Aufträge als Sachverständiger bei Reparaturen von Orgel bekam, so 1810 am Schleswiger Dom.

## Arbeiten als Ingenieur
In den 1770/80er Jahren lernte Jürgensen bei Müller Hans Grewe. Der ehemalige Dorfschullehrer wohnte nahe Schleswig und unterrichtete ihn in Mathematik und Physik, woraufhin Jürgensen damit anfing, optische Instrumente zu bauen. Jürgensen kannte zudem den Ingenieursoffizier Wilhelm Theodor von Werner (1724–1792). Von Werner arbeitete als Generallandmessdirektor, initiierte den Eiderkanal mit und galt als sehr gebildet im Bereich der Mathematik und Physik. In seinem Studierzimmer führte er gemeinsam mit Jürgensen Experimente durch. Jürgensen konstruierte daraufhin einige Geräte wie Monochorde, Nivelliermaschinen (zur Erfassung von Höhenunterschieden), Proportionalzirkel, Plantegraphen, Thermometer und Barometer.
Aufgrund der Qualität seiner Instrumente baten einige technisch-interessierte Adlige wie Conrad Graf Holck oder Christian Detlev von Revenfeld Jürgensen, die Sommermonate auf den Gütern Eckhof und Nienhof zu verbringen. Hier wollten sie gemeinsam experimentieren. 1784 versuchten sie in Städten wie Schleswig, Kiel, Eutin und Lübeck den Start von Heißluftballons. Jürgensen plante auch eine bemannte Ballonfahrt wie die der Brüder Montgolfier, konnte jedoch nicht das notwendige Geld beschaffen.
Während dieser Zeit entwickelten sich Jürgensens Geschäfte im Klavierbau aufgrund von Wettbewerbern aus Dresden und Wien zunehmend schlechter. Daher produzierte er nun vermehrt optische und technische Apparaturen, darunter Spiegelteleskope, Astrolabien und Elektrisiermaschinen und weniger Musikinstrumente. Sein begehrtestes Produkt waren Blitzableiter, für die er zahlreiche Kunden fand.

## Verbindung zu Asmus Jacob Carstens
1776 bot Jürgensen seinem zehn Jahre jüngeren Vetter Asmus Jacob Carstens für drei Monate einen Wohnort in seinem Haus an. Carstens hatte eine Auszubildung zum Küfner abgebrochen und keine Einkünfte. Bei Jürgensen stand ihm eine umfangreiche Bibliothek zur Verfügung, in der auch antike Autoren zu finden waren. Der Aufenthalt war für seine Entwicklung zum Maler und Zeichner bedeutend. Gemeinsam mit Jürgensen besichtigte er die Kunstwerke im Schleswiger Dom, im Gottorfer Schloss und die Bilder Jürgen Ovens‘ Bilder im Neuwerksgarten der Amalienburg. Außerdem verhalf er ihm zu Malunterricht bei Paul Ipsen aus Kopenhagen, mit dem er befreundet war.
Jürgensen publizierte 1792 eine kleine Biographie von Asmus Jacob Carstens und dessen Bruder Friedrich Christian Carstens. Asmus Jacob erwähnte Jürgensen dankend für die Zeit in Schleswig in seinen „Oden und Elegien von Jacob“ aus dem Jahr 1783.

## Wirken als Chronist
Jürgensen beschäftigte sich mit Archäologie und Geschichte. Gemeinsam mit dem Philologen Johann Matthias Schultz erkundete er sich mit zwei Runensteinen, die 1796 nahe Schleswig entdeckt worden waren. 1799 publizierte er hierzu. Seine bedeutendste und längste Schrift ist eine überarbeitete Stadtchronik von Schleswig. Diese basierte auf einer Arbeit von Nicolaus Helduader. Jürgensen verwendete diese nicht vollständig und fasste sie zusammen. Er ergänzte sie über 1603 hinaus für den Zeitraum bis 1822.
In der Chronik erstellte Jürgensen sieben Abschnitte. Diese umfassen die Topographie Schleswigs und deren Zeit als Sitz des Bischofs, das Regiment der Stadt, das Gottorfer Schloss und den Neuwerksgarten. Das Werk gilt noch heute bei Forschern als zuverlässige Darstellung der Stadttopographie und der gesellschaftlichen Strukturen zu Jürgensens Lebzeiten. Von besonderer Bedeutung ist die umfangreiche Darstellung des Neuwerkgartens, der um 1830 größtenteils noch existierte.
Jürgensen interessierte sich offenbar insbesondere für antiquaristische bildende Künste. Als drei Monate nach seinem Tod sein Nachlass zur Versteigerung annonciert wurde, umfasste dieser 1200–1300 Kupferstiche. Mit Hilfe seiner ersten Frau hatte er ein von Albert von Soest erstelltes Porträt von Luther bekommen. Es handelte sich um ein Basrelief aus Pappmaché. Im Jubiläumsjahr der Reformation 1817 schrieb Jürgensen hierüber einen Aufsatz, mit dem er auch Geld verdienen wollte. So offerierte er darin Abgüsse in Gips und Metall. Mehrere derartige Erzeugnisse hatte er bereits an Kirchengemeinden, darunter Schleswig, Rendsburg und Husum, verkauft.
Jürgensen beschrieb kurz vor Lebensende 1823 detailliert den von Hans Brüggemann geschaffenen Bordesholmer Altar. Seine Darstellung ist äußerst exakt, enthält Ansätze zur Deutung und mitunter kritische Anmerkungen.

## Nachlass
Jürgensen hinterließ sehr viele Gegenstände, die versteigert wurden und daher nicht zusammengeblieben sind. Das einzige seinem Besitz eindeutig zuzuordnende, bedeutende Kunstwerk ist die von Brüggemann geschaffene Holzskulptur Laute spielender Engel. Seine Söhne verkauften diese 1846 an die Berliner Museen. Brügemann hatte das Werk für die Marienkirche in Husum angefertigt; nachdem diese abgebrochen worden war, hatte Jürgensen das Kunstwerk 1807 angekauft.
Drei von Jürgensen geschaffene Tasteninstrumente befinden sich heute in Museen:
- Ein Tafelklavier von 1778 wird im Osloer Norsk Folkemuseum aufbewahrt.
- Ein weiteres Tafelklavier von 1782 befindet sich im Dansk Musikhistorik Museum Kopenhagen.
- Das für Königin Luise gefertigte Clavichord gehört dem Spreewaldmuseum Lübbenau/Spreewald. Dieses reichte es als Dauerleihgabe an das Museum im Schloß Bad Pyrmont weiter.

## Ehrungen
Aufgrund seiner ungewöhnlich vielfältigen und geschickten Arbeiten erhielt Jürgensen mehrere Ehrungen:
- Der König von Dänemark ernannte ihn 1810 zum Dannebrogsmann.
- Jürgensen erstellte 1794 eine freistehende Sonnenuhr für das Schloss Louisenlund. Der Schlossherr Carl von Hessen ernannte Jürgensen hierfür zum „Fürstlichen Hofmechanikus“.
- Bertel Thorvaldsen, ein Freund von Asmus Jacob Carsten und berühmter Künstler, stattete Jürgensen zur Ehre Schleswig 1819 einen Besuch ab. Jürgensen zeigte ihm Stücke aus seiner Sammlung vor und führte ihn durch die Stadt. Außerdem schenkte er ihm mehrere von Carsten geschaffene Zeichnungen.

## Familie
Jürgensen heiratete am 3. Oktober 1769 in Schleswig Anna Catharina Dorothea Schmidt, geborene Winter (* um 1734; 15. Juli 1796 in Schleswig). Sie war eine Witwe des Schleswiger Domkantors Johann Rudolph Schmidt. Nach dem Tod seiner ersten Ehefrau heiratete Jürgensen um 1800 Anna Maria Elisabeth Götsche (* 27. August 1774; 13. April 1851 in Schleswig) Sie war eine Tochter des Grenadiers Johann Michael Götsche und dessen Ehefrau Elisabeth Christina, geborene Paulsen.
Jürgensen und Götsche hatten zwei Söhne. Ein weiterer Sohn lebte nach der Geburt nicht lange.